# Woollsia
Woollsia is een geslacht van struiken uit de heidefamilie (Ericaceae). Het geslacht telt slechts een soort die voorkomt in het oosten van Australië, van Pigeon House Mountain in het zuiden van New South Wales tot meer noordelijk in Queensland.

## Soorten
- Woollsia pungens (Cav.) F.Muell.

... · 
Acrothamnus · 
Acrotriche · 
Agapetes · 
Agarista · 
Andersonia · 
Andromeda · 
Arbutus · 
Arctostaphylos · 
Calluna · 
Cassiope · 
Chimaphila · 
Daboecia · 
Dracophyllum · 
Empetrum · 
Enkianthus · 
Erica (Dophei) · 
Kalmia · 
Leptecophylla · 
Moneses · 
Monotropa · 
Orthilia · 
(Oxycoccus (Veenbes)) · 
Pieris · 
Pyrola (Wintergroen) · 
Rhododendron (Rododendron) · 
Vaccinium (Bosbes) . 
Woollsia . 
...